# Addison (Illinois)
|  | Dieser Artikel wurde aufgrund von inhaltlichen Mängeln auf der Qualitätssicherungsseite des Projektes USA eingetragen. Hilf mit, die Qualität dieses Artikels auf ein akzeptables Niveau zu bringen, und beteilige dich an der Diskussion! Eine nähere Beschreibung der zu behebenden Mängel fehlt. |

Addison ist ein Village im DuPage County im Nordosten des US-amerikanischen Bundesstaates Illinois im Westen der Metropolregion Chicago.
Bei der Volkszählung im Jahr 2020 hatte Addison 35.702 Einwohner.

## Geographie
Addison hat eine Fläche von circa 25 km². Der Ort liegt ungefähr 20 Meilen westlich des Stadtzentrums von Chicago und etwa 23 Meilen westlich des Michigansees.

## Geschichte
Der Ort wurde 1839 gegründet. Benannt wurde er nach dem Schriftsteller und Politiker Joseph Addison (1672–1719).
Das Lutheran Teachers Seminary wurde 1864 in Addison gegründet.

## Infrastruktur
Addison verfügt durch die Nähe zu Chicago über eine ausgezeichnete Infrastruktur. So sind die Autobahnen Interstate 290, Interstate 294, Interstate 194, Interstate 355 und Interstate 90 in der Nähe.
Der O’Hare International Airport liegt zehn Meilen von Addison entfernt.

## Partnerstadt
Addison unterhält eine Partnerschaft mit der italienischen Stadt Triggiano.

## Söhne und Töchter der Stadt
- Alexa Scimeca Knierim (* 1991), Eiskunstläuferin
- Nick Pupillo (* 1992), Pokerspieler
- Gabriel Slonina (* 2004), Fußballspieler